# Tritonal
Pour les articles homonymes, voir Tritonal (homonymie).
Le tritonal est une composition de 60-80 % de TNT et de 20-40 % de poudre d'aluminium. Ce mélange est explosif principalement sous exposition à la chaleur ou à la flamme. 
Il est utilisé dans plusieurs sortes de munitions, comme les bombes. Le tritonal est approximativement 18 % plus puissant que le seul TNT. Les 87 kg de tritonal de la bombe Mark 82 ont un potentiel énergétique approximatif de 438,98 MJ.